# David Algoewer

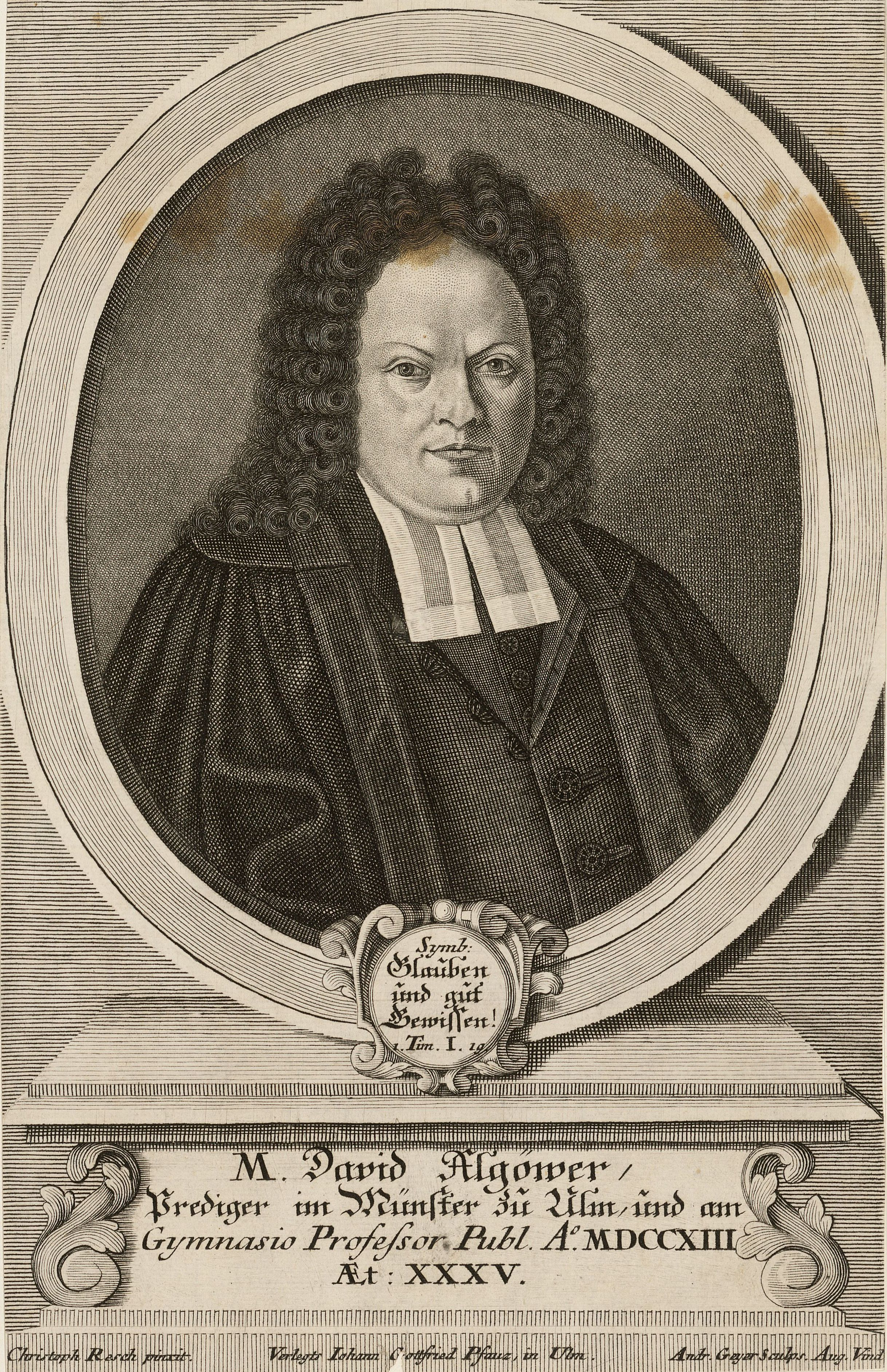
David Algoewer, Kupferstich von Andreas Geyer

David Algoewer (auch: Allgöwer, Algöwer, Algeier; * 30. Dezember 1678 in Ulm; † 24. Mai 1737 ebenda) war ein deutscher Theologe, Mathematiker und Meteorologe.  

## Leben
Algoewers Vater Georg Algoewer war Hauptmann in Ulm, seine Mutter war Eva Christina, geb. Eberking. David Algoewer studierte Theologie und Mathematik an der Universität Altdorf, wo er  1700 den Abschluss magister artium ablegte. Von 1701 bis 1703 studierte er Theologie und Jura an den Universitäten Helmstedt und Halle. Er war von 1705 bis 1714 und von 1729 bis 1737 Professor der Mathematik am Ulmer Gymnasium. 1706 wurde er Vikar des Ministeriums, 1709 Prediger am Ulmer Münster. Von 1714 bis 1729 war Algoewer Professor der Katechetik in Ulm. 1710 heiratete er Anna Maria Merck. 
Algoewer war daneben auf dem Gebiet der Meteorologie tätig. Von 1710 bis 1737 führte er in Ulm regelmäßige Wetterbeobachtungen durch, wobei er meteorologische Instrumente nutzte. Als erster in Deutschland führte er Regenmessungen aus.

## Veröffentlichungen (Auswahl)
- Epistola Gratulatoria Ad Nobilissimum Clarissimumque Mauritium Guilielmum Böhmerum Amicum Intimum, De Honoribus In Philosophia Summis. Universität Altdorf, Altdorf 1699 (Digitalisat).
- De Mathesi Sinica. Hammius, Helmstedt 1702 (Helmstedt, Univ., Phil. Diss., 1702) (Digitalisat).
- Specimen Meteorologiae Parallelae, Oder Besondere Observationes, Antreffende Das Wetter Und die mit selbigem übereinstimmende Wetter-Gläser: Vom Herbst A. 1710. biß auf den Frühling A. 1714. in einzelen halb-jährigen Nachrichten, Deren jede einen Praeliminar-Discours von der Art und Beschaffenheit der Barometres, und Thermometres, abhandelt, &c. Bartholomä, Franckfurt, 1714.
- Schrifft- und Vernunfft-mässige Anzeige, daß man sich vor innerstehender grossen Sonnen-Finsternuß, welche den 3. Maij 1715 eintreffen wird, weder fürchten, noch selbige für ein ... göttliches Zorn- und Straff-Zeichen halten ... solle. Chr. U. Wagner, Ulm 1715 (Digitalisat).
- Ulma secundo Iubilans, Das ist: Historischer Verlauff Deß Zweyten Evangelischen Jubel-Festes, In Löbl. deß Heil. Römis. Reichs Freyen Stadt Ulm. Bartholomäi, Ulm 1717 (Digitalisat).